# 福克湖 (愛達荷州)
福克湖（英語：Lake Fork）是位於美國愛達荷州瓦利縣的一個人口普查指定地區。

## 地理
福克湖的座標為44°49′58″N 116°05′05″W / 44.83278°N 116.08472°W，而該地最高點為海拔高度1516米（即4974英尺）。

## 人口
根據2010年美國人口普查的數據，福克湖的面積為5.00平方千米，當中陸地面積為5.00平方千米，而水域面積為5.00平方千米。當地共有人口500人，而人口密度為每平方千米100人。